# 하카타미나미역
하카타미나미역(일본어: 博多南駅, はかたみなみえき)은 일본 후쿠오카현 가스가시에 있는 서일본 여객철도(이하 JR 서일본)의 역이다.
하카타 종합 차량소(신칸센 차량 기지)의 서쪽에 있으며, 운행되는 열차는 모두 하카타미나미선을 이용한 신칸센 차량이 사용된다. 이 역에서 하카타역까지는 기존선 특급열차로 취급되며 요금은 운임 190 엔에 특급 요금 100 엔을 더한 290 엔이다

## 역 구조
승강장은 1면 1선이며, 개통 당시엔, 6량 플랫폼이였으나, 8량 플랫폼으로 변경되었다.
| 1 | ■ 하카타미나미 선 | 하카타·■ 산요 신칸센 히로시마·신오사카 방면 |

## 역세권 정보
- 하카타 종합차량사업소 (신칸센 차량 기지)

## 역사
- 1990년 4월 1일: 영업 개시.

## 인접한 역
| 서일본 여객철도 하카타미나미선 | 서일본 여객철도 하카타미나미선 | 서일본 여객철도 하카타미나미선 |
| ------------------------------ | ------------------------------ | ------------------------------ |
| 하카타 하카타 방면             | ■ 하카타미나미선 신칸센 특급   | 시·종착역                      |